# Sciades proops
Sciades proops és una espècie de peix de la família dels àrids i de l'ordre dels siluriformes.

## Morfologia
- Els mascles poden assolir 100 cm de longitud total[6] i 9.000 g de pes.[7][8]

## Reproducció
És sexualment madur quan assoleix 1,5-2 anys i la reproducció té lloc entre novembre i abril.

## Alimentació
Menja peixos i gambes.

## Depredadors
A la Guaiana Francesa és depredat per Arius parkeri i al Brasil per Carcharhinus porosus.

## Hàbitat
És un peix demersal i de clima tropical.

## Distribució geogràfica
Es troba a l'Atlàntic occidental: conques fluvials i estuaris des de Colòmbia fins al Brasil.

## Longevitat
Pot arribar a viure 4 anys.

## Ús comercial
És consumit com a aliment i es comercialitza fresc.

## Observacions
El seu crani és venut a tot el món com a crucifix.